# Ilja Wladimirowitsch Ponomarjow

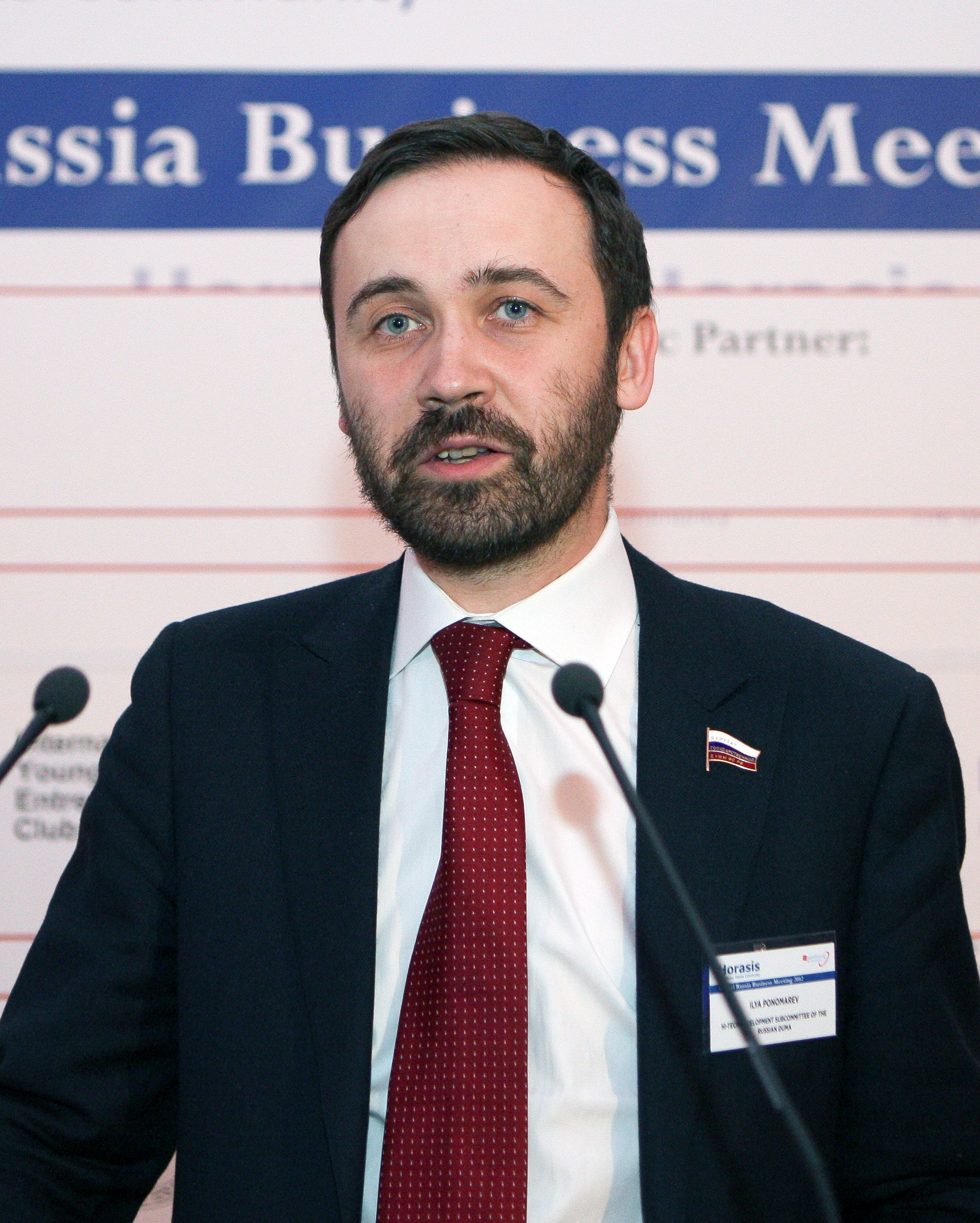
Ilja Ponomarjow (2012)

Ilja Wladimirowitsch Ponomarjow (russisch Илья Владимирович Пономарёв, häufig auch Пономарев, ukrainisch Ілля Володимирович Пономарьов Illja Wolodymyrowytsch Ponomarjow, in englischer Transkription Ilya Vladimirovich Ponomarev; * 6. August 1975 in Moskau) ist ein russisch-ukrainischer IT-Unternehmer, Blogger und Politiker.

## Leben
Ponomarjow beschäftigte sich schon früh in seiner Kindheit mit Computern und wurde als Wunderkind angesehen. Bereits als 14-Jähriger organisierte er am Institut für die sichere Entwicklung der Atomenergie Computerkurse für Mitarbeiter. Mit 16 gründete Ponomarjow seine erste Firma, Russprofi Ltd. Es verkaufte westliches digitales Know-how an russische Konzerne und Behörden. Innerhalb von zwei Jahren setzte das IT-Unternehmen zehn Millionen US-Dollar um. Als 24-Jähriger wurde Ponomarjow zum jüngsten Vizepräsidenten des damals größten russischen Ölunternehmens Yukos bestellt. Seine IT-Expertise wurde auch bei zahlreichen Regierungsprojekten zur Unterstützung von Innovation und Hochtechnologien geschätzt. Ponomarjow ist einer der Initiatoren der Innovationsstadt Skolkowo.
Politisch sozialisiert wurde Ponomarjow in der Kommunistischen Partei, deren Mitglied er von 2002 bis 2007 war. Er verließ die Partei im Streit und warf den Kommunisten vor, Marionetten des Kremls zu sein. Ponomarjow war Mitorganisator der Proteste nach den russischen Parlamentswahlen 2011. Er gehörte bis 2013 dem Vorstand der Partei Gerechtes Russland an.
Anfang 2014 beteiligte er sich an der Bildung der neuen politischen Partei „Allianz der Grünen und Sozialdemokraten“. Danach vertrat er die Bürger von Nowosibirsk in der russischen Staatsduma als Abgeordneter in der Opposition. Dort prangerte er unter anderem Misswirtschaft und Korruption in Russland an.
Er stimmte im März 2014 als einziger von 450 Duma-Abgeordneten gegen die Annexion der Krim durch Russland. Kurz darauf äußerte er in einem Interview dazu: „Mit dieser Abstimmung haben wir die Ukraine verloren. Die Ukrainer haben angefangen, über die Russen als ihre Feinde zu denken. Dabei sind wir Brüder, unsere Sprache ist fast dieselbe, wir haben eine gemeinsame Kultur. Wir haben Jahrzehnte in einem Staat zusammengelebt. Die Grenzen zwischen uns sind künstlich, so wie die damals zwischen Ost- und Westdeutschland.“ Ponomarjow wurde nach der Abstimmung aus der Partei Gerechtes Russland ausgeschlossen.
Im selben Monat schrieb Ponomarjow in seinem Blog Echo Moskwy, dass nach seiner Ansicht die „Schauergeschichten vom faschistischen Umsturz in der Ukraine und die maßlose Übertreibung der Rolle des Rechten Sektors in Russland dazu dienen, die Bevölkerung zu erschrecken und das Denken zu manipulieren“.
In einem fragwürdigen Verfahren wurde ihm 2015 die Immunität entzogen. Ponomarjow war zuvor nach einem Aufenthalt in den USA aus Angst vor Repressionen nicht nach Russland zurückgekehrt. Im staatsnahen Sender NTW hatte man ihn im Herbst 2014 offen als Verräter diffamiert.
Am 25. März 2015 stellte der Generalstaatsanwalt in der Duma den Antrag, Ponomarjows Immunität aufzuheben. Der Vorwand zur Aufhebung der Immunität waren Unterschlagungsvorwürfe. Ponomarjow und seine Unterstützer bezeichneten die Vorwürfe als politisch motiviert. Am 17. Juli 2015 stellte die zuständige russische Staatsanwaltschaft einen Antrag auf Verhaftung von Ponomarjow bei Interpol. Ponomarjow erklärte, die Entscheidung der Justiz werde zu einem internationalen Verfahren führen, das ihm erlauben werde, sein Ansehen zu verteidigen. Er hoffe, dass die internationalen Gerichte „nach anderen Normen als jenen der Gerichte der Russischen Föderation arbeiten“.
Im Juni 2016 wurde ihm wegen Abwesenheit das Duma-Mandat entzogen. Spätestens ab Dezember 2016 zog Ponomarjow in die Ukraine um.
Nachdem der ehemalige russische Duma-Abgeordnete und in der Ukraine im Exil lebende Denis Woronenkow im April 2017 bei einem Anschlag getötet wurde, erhielt Ponomarjow Personenschutz vom Inlandsgeheimdienst der Ukraine. Woronenkow war auf dem Weg zu einem Treffen mit Ponomarjow, als er erschossen wurde.
Am letzten Tag seiner Amtszeit als ukrainischer Präsident gewährte Petro Poroschenko, im Mai 2019, Ilja Ponomarjow die ukrainische Staatsbürgerschaft und verlautbarte dazu: „Das Wohlergehen der Ukraine ist der Schlüssel zu Veränderungen in Russland.“
Nach dem russischen Überfall auf die Ukraine 2022 trat Ponomarjow den ukrainischen Streitkräften bei und erklärte, er kämpfe nicht gegen Russland, sondern gegen „Putin, den Putinismus und den russischen Faschismus“.
Im April 2022 gründete er den Online-Sender Утро Февраля Utro Fewralja („Februarmorgen“). Laut The Guardian stellte er etwa 70 ukrainische und russische Mitarbeiter für den Sender ein, die teilweise im Untergrund in russischen Provinzstädten arbeiten würden. Zielgruppe sei die russische Bevölkerung.
In einem im August 2022 veröffentlichten Appell rief Ponomarjow die russische Bevölkerung zu den Waffen und zum Sturz von Wladimir Putin und dessen Regierung auf. Nach dem tödlichen Anschlag vom 20. August 2022 auf Alexander Dugins Tochter Darja in einem Moskauer Vorort wurde in seinem Kanal auf YouTube ein Bekennervideo im Auftrag der „Republikanischen Nationalen Armee“ (RNA) veröffentlicht.
Ponomarjow ist verheiratet und hat zwei Kinder.